# Huang Xiao-ming
Huang Xiao-ming (en chino, 黄晓明; pinyin, Huang Xiǎo Míng; Qingdao, Shandong, 13 de noviembre de 1977) es un actor, cantante y modelo chino, conocido por haber interpretado a Yang Guo en la serie Return of the Condor Heroes.

## Biografía
Huang Xiaoming nació el 13 de noviembre de 1977. Se graduó del Instituto de rendimiento de la Academia de Cine de Pekín en 2000. En 2003 comenzó a salir con la actriz Qin Lan, sin embargo la relación finalizó en 2006.
En 2009 comenzó a salir con la actriz Angelababy Yeung. La pareja se casó el 8 de octubre de 2015. El 17 de enero de 2017 tuvieron su primer hijo, Xiao Haimian (apodado "Little Sponge"). En enero de 2022 se anunció que la pareja se había divorciado.

## Carrera
Se hizo conocido en 2003 tras interpretar como protagonista en varias telenovelas en su natal China.
No solamente es considerado como un actor popular, también un profesional de uno: al final de 2003, mientras conducía a través de una zona montañosa para tomar un rodaje, su coche que conducía se volcó y resultó gravemente herido. Sin embargo, de inmediato volvió a retornar a los sets con un cuello ortopédico que impresionó tanto a la tripulación de medios de comunicación y sus fanes.
Otras funciones de alto nivel incluido por el emperador Wu de Han en el drama de televisión Da Han Tian Zi (大汉 天子). También participó interpretando al personaje de Yin Sol, el hijo de un comandante militar y héroe en la película de 2006 "El Banquete" (夜宴).
Su aparición en la película "新上海滩" o "Shanghai Bund" es uno de sus más aclamados por la crítica hasta la fecha. Además, la canción tema de cierre en el drama "明天 就算 没有" ("incluso si no hay mañana") es cantada por Huang Xiaoming Li y Sun, la protagonista en el drama.
El 7 de julio de 2007, Huang realizó en el concierto denominado "Live Earth", en Shanghái.
En el 2015 coprotagoniza el drama Cruel Romance junto a Chen Qiao En en cuyo OST se incluye su canción "Fate" (緣 Yuan).
El 20 de marzo del 2020 se unirá al elenco principal de la serie Winter Begonia donde dará vida a Cheng Fengtai.

## Filmografía

### Series de televisión
| Año             | Título                      | Personaje      | Notas        |
| --------------- | --------------------------- | -------------- | ------------ |
| 2020 - presente | Winter Begonia              | Cheng Fengtai  |              |
| 2017 - 2018     | Nirvana in Fire 2           | Xiao Pingzhang | 50 episodios |
| 2006            | Return of the Condor Heroes | Yang Guo       | 41 episodios |

### Películas
- The Bravest (2019)
- Escape Plan 2: Hades (2018)
- Ji Lang Qing Chun (2010)
- Sacrifice (2010)
- The Water Margin (upcoming)
- Adventure of the King (2010)
- Flirting Scholar 2 (2010)
- Ip Man 2 (2010)
- Summer's Desire (2010)
- Tiny Dust, True Love (2009)
- The Message (2009)
- The Founding of a Republic (2009)
- An Xiang (2009)
- The Sniper (2009)
- Fit Lover (2008)
- Royal Tramp (2008)
- Shanghai Bund (2007)
- The Banquet (2006)
- The Return of the Condor Heroes (2006)
- Da Han Tian Zi 3 (2006)
- Legend of the Dragon (2005)
- Liao Zhai Zhi Yi (2004)
- Long Piao (2004)
- Da Han Tian Zi 2 (2004)
- Ping Zong Xia Ying (2003)
- Ming Liang De Xing (2003)
- Feng Liu Shao Nian Tang Bo Hu (2002)
- Pearl Princess III: Tian Shang Ren Jian (2002)
- Da Han Tian Zi (2002)

### Programas de variedades
| Año               | Programa                   | Notas                  |
| ----------------- | -------------------------- | ---------------------- |
| 2021              | Chinese Restaurant S5      | [ 7 ]                  |
| 2021              | Ace vs Ace S6 (王牌对王牌) | invitado               |
| 2020              | Sisters Who Make Waves     | [ 8 ]                  |
| 2020              | Ace vs Ace S5              | invitado               |
| 2019              | Chinese Restaurant S3      | miembro                |
| 2015 - 2017, 2019 | Happy Camp                 | 7 episodios - invitado |
| 2018              | Chinese Restaurant S2      | (ep. 9-10) - invitado  |
| 2017              | Chinese Restaurant S1      | miembro                |
| 2015              | Hurry Up, Brother          | episodio #2.02         |

### Revistas / sesiones fotográficas
| Año  | Título                  | Notas                      |
| ---- | ----------------------- | -------------------------- |
| 2020 | Leon Magazine China     | (publicación de febrero)   |
| 2020 | BNT China               |                            |
| 2019 | L’Officiel Hommes China | (publicación de noviembre) |

### Eventos
| Año               | Título                        | Notas |
| ----------------- | ----------------------------- | ----- |
| 2021              | 2020 Weibo Night              |       |
| noviembre de 2019 | 2019 L’Officiel Fashion Night |       |

### Embajador
| Año  | Título                                                                                       | Notas                            |
| ---- | -------------------------------------------------------------------------------------------- | -------------------------------- |
| 2019 | 2019 Guangdong Hong Kong Macao Greater Bay Area Film Production Conference Night of the Film | Embajador Promocional del evento |

## Música

### Sencillo
- "影院消防安全指南" - OST de The Bravest - junto a Du Jiang, Yang Zi, Gu Jiacheng y Gao Ge
- "别哭，我最爱的人" - OST de The Bravest
- Interpreta para el OST del drama Cruel Romance la canción "Fate" (緣 Yuan)

### Álbum
- Primer Álbum: Es Ming (It's Ming)

Lista de canciones:
- 01 暗恋 (An Lian)- Unrequited love
- 02 My Girl
- 03 什么都可以 (Shen Me Dou Ke Yi)- Anything is possible
- 04 风的孩子 (Feng De Hai Zi)- Child of wind
- 05 没有你我爱谁 (Mei You Ni Wo Ai Shui)- Without you, who should I love
- 06 天蝎情人 (Tian Xie Qing Ren)- Scorpion lover
- 07 酿酒 (Niang Jiu)- Brewing
- 08 因为有你 (Yin Wei You Ni)- Because of you
- 09 安静的想你 (An Jing De Xiang Ni)- Thinking quietly of you
- 10 I'm Coming
- 11 就算没有明天 (Jiu Suan Mei You Ming Tian | Huang Xiao Ming/Sun Li)- Even without tomorrow

### Otras canciones
| Año  | Título                     | Álbum                                                  | Notas                                                                                            |
| ---- | -------------------------- | ------------------------------------------------------ | ------------------------------------------------------------------------------------------------ |
| 2020 | Our Hearts Are Together    | Lanzado por China Federation of Literary & Art Circles | (Canción y mensajes para apoyar a quienes luchan contra el coronavirus) - junto a otros artistas |
| 2020 | 战疫                       | Lanzado por China Federation of Literary & Art Circles | (Canción y mensajes para apoyar a quienes luchan contra el coronavirus) - junto a otros artistas |
| 2020 | Believe That Love Will Win | Lanzado por China Federation of Literary & Art Circles | (Canción para apoyar a quienes luchan contra el coronavirus) - junto a otros artistas            |

## Premios y nominaciones
| Año  | Categoría      | Premio                               | Trabajo     | Resultado |
| ---- | -------------- | ------------------------------------ | ----------- | --------- |
| 2020 | Best Actor     | 33rd Golden Rooster Award            | The Bravest | Ganó      |
| 2020 | Best Actor     | 35th Hundred Flowers Award           | The Bravest | Ganó      |
| 2019 | Favorite Actor | 16th Guangzhou Student Film Festival | The Bravest | Nominado  |